# كيب كوست
كيب كوست هي مدينة تقع في غانا وواحدة من أكثر المدن تاريخية في البلاد.يبلغ عدد سكان المدينة 169،894 نسمة.